# Sengbe Pieh
Sengbe Pieh (1814 - ca. 1879), mais tarde conhecido como Joseph Cinqué, era um homem da África Ocidental da etnia Mende e foi o mais proeminente arguido no Caso Amistad (1841), no qual verificou-se que ele e outros 52 haviam sido vítimas do tráfico ilegal de pessoas do Atlântico.

## Biografia
Cinqué nasceu por volta de 1814 onde agora é Serra Leoa, mas a data exata do seu nascimento é desconhecida. Era um agricultor de arroz, casado, com três filhos, quando foi capturado ilegalmente pelos traficantes de escravos africanos em 1839 e aprisionado no navio negreiro português Tecora. Esta foi uma violação dos tratados internacionais, para proibir o comércio escravo. Cinqué foi levado para Cuba, onde foi vendido com 52 outras pessoas para os espanhóis José Ruiz e Pedro Montez.
Os espanhóis transportaram os cativos a bordo de um navio chamado La Amistad, com a intenção de vendê-los como escravos em Cuba para trabalhar em plantações de açúcar. Em 30 de junho Cinqué conduziu uma revolta, matando o capitão e o cozinheiro do navio; dois escravos também morreram e dois marinheiros escaparam. Os africanos fizeram prisioneiros Ruiz e Montez, os dois comerciantes que haviam feito a compra, e exigiram que levassem o navio de volta para Serra Leoa.
Ao invés, eles direcionaram o navegador para levar o navio aos Estados Unidos. Após aproximadamente dois meses, o Amistad alcançou águas americanas próximo a Long Island, Nova Iorque. Membros do USS Washington o abordaram. Quando descobriram o que havia acontecido (de acordo com os espanhóis), acusaram os africanos de motim e assassinato, e os levaram a New Haven, Connecticut para aguardar julgamento.
Os dois espanhóis afirmavam que os africanos já eram escravos em Cuba quando foram adquiridos e portanto de propriedade legal. Quando encontraram tradutores da língua mende para o inglês, os africanos puderam contar sua história aos advogados e à corte. Cinqué foi o representante informal do grupo.